# Вдъхновението на свети Матей
„Вдъхновението на свети Матей“ (1602) е картина от италианския бароков майстор Микеланджело да Караваджо. Нарисувано по поръчение от френския кардинал Матео Контарели (Матийо Коантрел), платното краси олтара на параклиса Контарели в църквата на френската конгрегация „Сан Луиджи дей Франчези“ в Рим. То е едно от трите платна на Караваджо в параклиса, изцяло посветен на свети Матей, и е закачено между по-големите му по-ранни платна „Мъченичеството на свети Матей“ и „Призоваването на свети Матей“. Поръчката се оказва нелесна за Караваджо: поне две от трите картини е трябвало преди това да бъдат свалени или прерисувани, за да задоволят изискванията на Църквата.

## История на поръчката
През 1565 година френският кардинал Матео Контарели придобива параклис в църквата „Сан Луиджи дей Франчези“, но когато умира двадесет години по-късно, параклисът все още не е украсен. С тази задача се заемат изпълнителят на последната му воля Вирджилио Кресченци, а по-късно и синът му Джакомо. Проектът включва статуя на свети Матей и ангела, поръчана първо на Джероламо Муциано, а после на фламандския скулптор Коберт, която да украсява олтара, както и цикъл фрески за стените и тавана, поръчани на Кавалие д'Арпино. Последният изрисува свода на параклиса през 1591-93, но стените остават празни.
На 13 юни 1599, Караваджо сключва договор пред нотариус, с който са му възложени две платна за страничните стени, за което му е платено през следващата година, когато картините са закачени по местата им. По-късно, на 7 февруари 1602 година, след като статуята, изпълнена от Коберт, е оценена като незадоволителна, на Караваджо е възложено изпълнението и на олтарното платно, като в отделен договор е записано, че той ще предаде творбата си до Петдесетница (края на май). Това платно бива отхвърлено и художникът рисува второ, вече одобрено, за удивително кратък срок, като получава възнаграждението си на 22 септември същата година.

## Сравнение на двете версии на картината
Сравнението на двете версии на картината „Вдъхновението на свети Матей“ показва колко провокативен и противоречив е бил Караваджо за времето си – флагман на натурализма в Рим.
В първата – отхвърлената – версия на платното, наречена „Свети Матей и Ангелът“, Матей е изобразен като неук селянин с груби разголени ръце и крака, а ангелът стои плътно до него и с израз на нежност и снизхождение нашепва в ухото му, докато ръката му води несигурната ръка на Матей. По изненаданото изражение на Матей трудно може да се повярва, че този грубоват човек умее да пише и е призван да запише на книга Божието слово.
Църквата не одобрява платното и възлага на Караваджо да го нарисува отново, под името „Вдъхновението...“, като този път Матей пише Евангелието под погледа на ангела, извисен над главата му. Матей вече е изобразен с покрити крака и ръце, по-достолепен, и с ореол, какъвто липсва в първия вариант на платното. Приведен е над ръкописа, докато над него ангелът на пръсти му изброява какво му остава да напише. Картината внушава, че Матей се е втурнал към масата; столчето, на което е опрял коляното си, още се клати във въздуха, а изражението му е отрезвено.
Картината „Свети Матей и Ангелът“ е купена от маркиз Винченцо Джустиниани и накрая стига до Берлин, където е унищожена през Втората световна война и днес са налични само нейни черно-бели и допълнително оцветявани репродукции. Втората ѝ версия продължава да стои закачена над олтара на параклиса в църквата „Сан Луиджи дей Франчези“.